# 旅行社

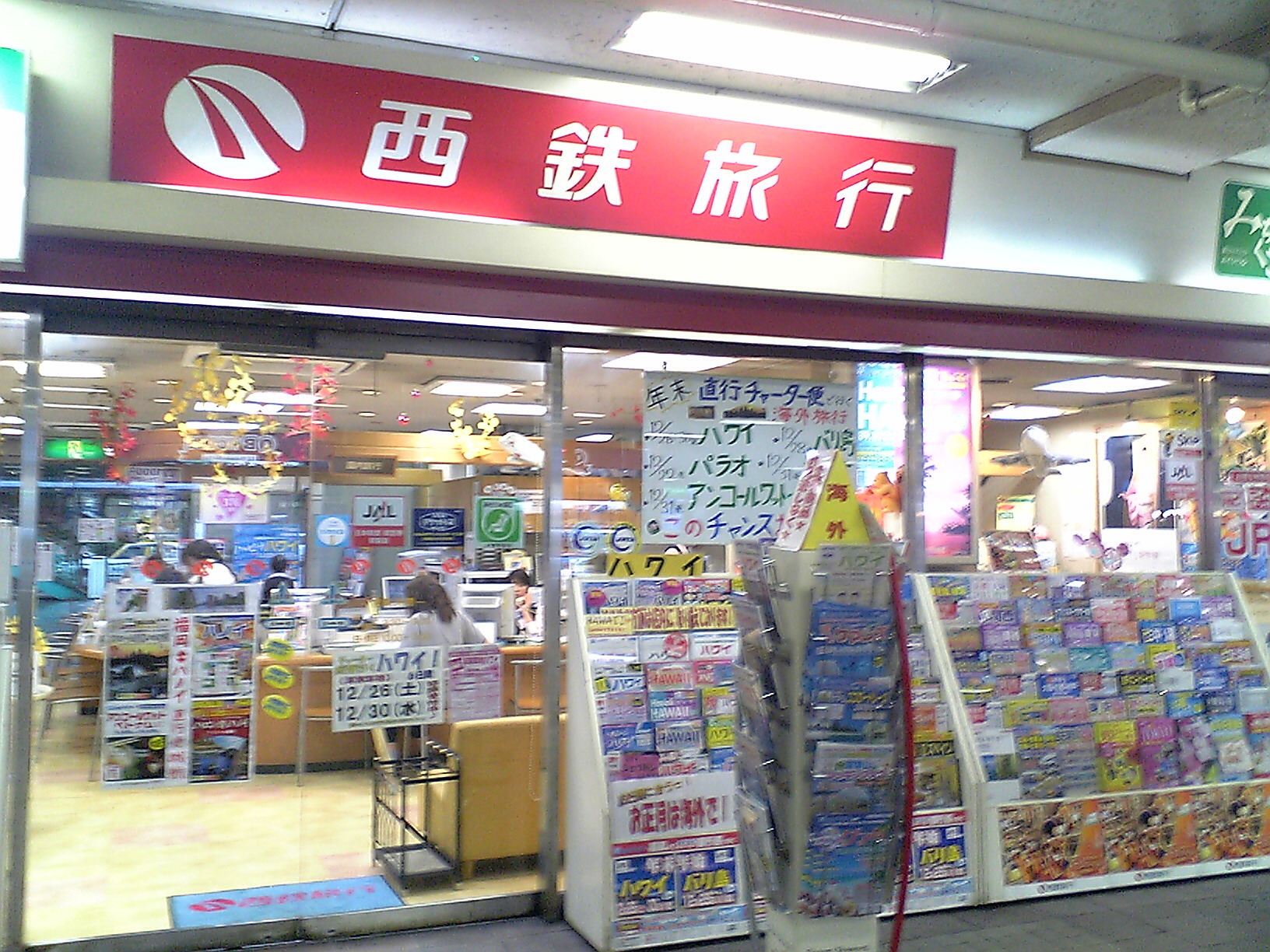
日本西鐵旅行社久留米中心

旅行社（英語：Travel agency）是公司行業和商業活動的一種，營運項目通常包括各種交通運輸票券（例如機票、火車票、車票與船票等）、住宿、套裝行程、旅行保險、旅行書籍等的銷售，與國際旅行所需證照（例如護照、簽證）的諮詢代辦。小型的旅行社可能只有一人個體經營，大型的旅行社則全球都有分店。從旅行社衍生的職業有：領隊、導遊、車長、訂票員、签证专员、计调员（旅游操作）等。
在某些地方，經營旅行社必須要持有當局發出的有效牌照，並且必須是某指定旅行社商會的會員才能經營旅行團。

## 影子旅行社
影子旅行社是一些無牌經營的旅行社。尤其如影子的士或是冒牌貨，假借或冒充為有牌旅行社，組團接待旅客。

## 台灣旅行業
交通部觀光署將旅行業區分將旅行業區分為綜合旅行社、甲種旅行社及乙種旅行社。

### 甲種旅行社
甲種旅行社營業範圍：
1. 接受委託代售國內外海、陸、空運輸事業之客票或代旅客購買國內外客票、託運行李。
2. 接受旅客委託代辦出、入國境及簽證手續。
3. 招攬或接待國內外旅客並安排旅遊、食宿及交通。
4. 自行組團安排旅客出國觀光旅遊、食宿、交通及提供有關服務。
5. 代理綜合旅行業招攬前項第五款之業務。
6. 代理外國旅行業辦理聯絡、推廣、報價等業務。
7. 設計國內外旅程、安排導遊人員或領隊人員。
8. 提供國內外旅遊諮詢服務。
9. 其他經中央主管機關核定與國內外旅遊有關之事項。

### 乙種旅行社
乙種旅行社營業範圍：
1. 接受委託代售國內海、陸、空運輸事業之客票或代旅客購買國內客票、託運行李。
2. 招攬或接待本國旅客或取得合法居留證件之外國人、香港、澳門居民及大陸地區人民國內旅遊、食宿、交通及提供有關服務。
3. 代理綜合旅行業招攬第2項第6款國內團體旅遊業務。
4. 設計國內旅程。
5. 提供國內旅遊諮詢服務。
6. 其他經中央主管機關核定與國內旅遊有關之事項。